# Bonde das Impostora
Bonde das Impostora foi um trio curitibano de funk carioca e rock cômico formado entre 2006 e 2007 por Vicky, Barbara e Cello Zero (vocalista).
Eles gravavam canções e as disponibilizavam no site Myspace. A música do trio fazia uso constante de humor para comunicar assuntos diversos, muitas vezes ofensivos e considerados tabus da época. As canções frequentemente eram produzidas com samples de rock como base para o funk.
Apesar da curta atividade do trio, algumas publicações observaram a influência da banda na difusão do funk no estado do Paraná, bem como sua participação no processo de rompimento da segregação da música "explícita" produzida na época. 

## Singles
A banda teve uma discografia é bem pequena, composta apenas por singles; ao que o trio esteve em atividade por aproximadamente um ano. As canções geralmente incorporavam muito humor e sátira; listadas:
- King dos Blasé
- Bicha Designer
- Fotologger Diva
- Satanás Aplaude (Pauno Kuda UDR)
- Curitiba Funk City
- Baile de Neo Funk
- Funk da Biscate Caminhão[4][5][2][carece de fonte melhor]

## Recepção
O jornalista de cultura pop Lúcio Ribeiro, em uma de suas pensatas (textos de crítica musical da coluna Popload) da Folha de S. Paulo, enalteceu o trio. Ribeiro replicou a menção elogiosa da revista Rolling Stone e classificou a banda como "uma das ações mais legais da música indie nacional recente".
Na linha de costurar uma "resposta" funkeada com base roqueira (ou o contrário), tipo o Rolê, as Impostora criaram duas pérolas: a canção reaggae (sic) torpe "Rodriguinho Paixão" (Rodriguinho é o Rodrigo Gorky do Bonde do Rolê) e a ótima "King dos Blasé", funkice arquitetada sobre "Take Me Out", do Franz Ferdinand.

### Disputa com a U.D.R.
Em meados de 2006, o Bonde das Impostora alcançou popularidade com a postagem de suas músicas na página do Myspace, atraindo certa atenção de fãs de outros grupos ao fazerem algumas músicas insultando os parceiros da banda Bonde do Rolê. Em uma ocasião, eles encontraram os integrantes da banda U.D.R. e perguntaram se poderiam fazer a mesma coisa com eles (produzir uma música os ofendendo), em forma de brincadeira. O trio mineiro aceitou e também se dispôs a satirizar a Impostora.
O resultado foi a canção "Satanás Aplaude (Pauno Kuda UDR)", composta por um sample de rock e vocalizada com brincadeiras e referências à história e aos membros da U.D.R. A música foi bem recebida pelo público e pela UDR,[carece de fontes?] que meses depois, devolveu "na mesma moeda".

#### "As Curitibanas Mais Taradas"
Meses após o lançamento da música das Impostora, MC Carvão e Prof. Aquaplay (na época, os dois membros da UDR) divulgaram o seu novo (e primeiro) single: "As Curitibanas Mais Taradas".

A letra da música é composta por ofensas à Impostora, mencionam o Bonde do Rolê e até o DJ americano Diplo (que era afiliado ao Bonde do Rolê). A UDR, no extinto blog Abacaxi Atômico, também fez a seguinte postagem no dia do lançamento da música:
"U.D.R. GRAVA MUSICA DIFAMANDO BONDE DO ROLÊ, BONDE DAS IMPOSTORA E DIPLO!
Olá amigo(a) guerreiro(a). Num passado não tão distante, o trio conhecido como Bonde das Impostora gravou uma musica com a intenção de homenagear a horda U.D.R. Em retribuição, a UDR gravou a musica 'As Curitibanas Mais Taradas', não apenas uma homenagem às Impostora, mas para o Bonde do Role e porque não o Diplo? Baixe a musica aqui: [...]"
"A montagem mais tosca e comentada até o dia 12 de outubro de 2006 ganha o CD WARderley autografado e um single com a musica tema do concurso. Este single será autografado por ninguém menos que as mães dos U.D.R.!!! Isso mesmo! A mãe deles! - Mas Carvão, eu não sei onde encontrar fotos deles!!!! NÃO? Entre nesses sites aqui ó: [...]" 
Junto à musica foi divulgado um site onde fãs poderiam enviar montagens de membros da banda e seus familiares em atos pornográficos. Isso gerou problemas com pessoas próximas aos integrantes da banda, que fizeram um e-mail formal em forma de jargão jurídico para os membros da UDR, informando que a resposta da banda teria sido desproporcional e que eles tinham até 48 horas para remover tanto o blog tanto os MP3s da música da internet; o pedido foi cumprido pela UDR.

## Legado
Em 2009, foi publicado o livro Music and Dictatorship in Europe and Latin America ("Música e Ditadura na Europa e América Latina"), que investigava relações entre a produção e cultura musical e políticas de censura de diversos países, influenciado por coletâneas latino-americanas que se popularizavam na Europa; num capítulo dedicado à música brasileira e à revogação de restrições impostas ao funk ao longo da década, a canção "Bicha Designer" do Bonde das Impostora foi citada pelos autores como um importante lançamento que fora acompanhado pela disseminação do funk brasileiro para além dos polos sudestinos, também incorporando analogias que desafiavam a retratação hegemônica ao público gay, traçando paralelos entre a crítica social do modo de vida indie/alternativo e a cultura pop. O livro foi traduzido para seis idiomas. No mesmo ano, em publicação que detalhava artistas brasileiros cultuados no exterior mas mal vistos no Brasil, a Rolling Stone sugeriu que o surgimento do trio estaria associado com a coletânea europeia de funk carioca Slum Dunk, lançada pela dupla eletrônica Tetine.
Em 2011, em um artigo do jornal Gazeta do Povo que sistematizava a pluralidade de influências emergentes no cenário musical do Paraná,  o trio foi relembrado como o expoente que "trouxe para a capital paranaense o deboche do funk"; influência observada pelo mesmo jornal em 2006, quando o grupo foi classificado (ao lado do Bonde do Rolê), como a principal banda de funk da capital.